# Shane Donovan
Shane Donovan is een personage uit de soapserie Days of our Lives. Charles Shaughnessy speelde de rol op contractbasis van 1984 tot 1992 en keerde in 2002 nog terug als gast. Van alle personages die ooit in de serie speelden wordt Shane nog het vaakst vernoemd in verhaallijnen omdat hij werkt voor de internationale organisatie ISA en zo de politie van Salem nog vaak helpt.

## Personagebeschrijving
Shane kwam naar Salem om de illegale zaken van Stefano DiMera in de gaten te houden. Hij deed zich voor als de butler van Larry Welch. Shane begon samen te werken met Bo Brady om Stefano achter de tralies te krijgen. Shane werd verliefd op Kimberly Brady. Omdat Kimberly vaak stress had leed ze tijdelijke blindheid. Toen ze in Engeland waren, vonden ze Shanes dood gewaande vrouw Emma Donovan, die gehersenspoeld was. Emma keerde met Shane mee terug naar Salem en Kimberly nam afstand van de nu getrouwde Shane. Hij scheidde echter van Emma en nadat Kim haar zicht teruggekregen had, verzoende het koppel zich.
In 1985 kwam Kimberly in het bezit van een filmrol met daarop afdrukken van de locatie van een schat waar Victor Kiriakis en Stefano DiMera achter zaten. In Miami probeerden Bo, Hope, Kim en Shane om Victor te saboteren. Shane werd door Victor gevangengenomen en Kimberly sliep met hem zodat hij het leven van Shane spaarde. Victor, Savannah Wilder en Steve “Patch” Johnson werden gearresteerd maar ze werden vrijgelaten omdat Victor Larry Welch chanteerde om de schuld op zich te nemen.
Tegen het einde van het jaar verloofden Kimberly en Shane zich. Kim ontdekte dat ze zwanger was en was bang dat Victor de vader zou zijn, maar verzweeg dit voor Shane. Toen Shane dit toch ontdekte verbrak hij de verloving. Er werd een vaderschapstest gedaan, die Emma Donovan Marshall echter vervalste zodat iedereen dacht dat Victor de vader was. Shane was naar West Virginia gegaan en Kimberly volgde hem in de hoop dat ze zich konden verzoenen. Kimberly beviel in een chalet in de bossen en Shane hielp haar bij de bevalling en verklaarde zijn liefde voor Kimberly en haar kind Andrew. Ze besloten te trouwen ondanks het feit dat Victor de vader was. Emma was woedend toen ze het nieuws vernam en liet Kimberly, onwetend, adoptiepapieren ondertekenen.
Emma wilde Andrew op de zwarte markt verkopen, maar werd uiteindelijk gevat. Ze zei dat ze ontoerekeningsvatbaar was omdat ze nog steeds verliefd was op Shane. Andrew werd echter niet teruggevonden en Kimberly en Shane gingen uit elkaar. Toen Emma dood aangetroffen werd, werd Kimberly gearresteerd voor de moord. Kimberly was onschuldig en Shane probeerde haar vrij te krijgen. Shane ontdekte dat Barbara Stewart Andrew geadopteerd had en toen ze Salem probeerde te ontvluchten met Andrew kreeg zee en ongeval en stierf ze. Shane ontdekte ook dat zijn oude ISA-partner Gillian Foster Emma had vermoord en Kimberly schuldig liet lijken in de hoop hen uit elkaar te halen. Andrew keerde terug bij zijn moeder. Kim en Shane trouwden op 4 mei 1987. Later dat jaar werd Andrew door een auto aangereden en naar het ziekenhuis gebracht en er was een bloedtransfusie nodig. Toen bleek dat Victor niet dezelfde bloedgroep had als Andrew, kwam aan het licht dat Shane de vader was.
Kimberly werd bevriend met een jong meisje, Eve Baron en ze nam haar onder haar vleugels en liet haar babysitten op Andrew. Eve had echter een verborgen agenda, ze was de dochter van Emma en Shane en wilde het huwelijk van Shane en Kimberly doen mislukken. Shane wist niet eens dat hij een dochter had met Emma. Eve kwam in aanvaring met het gerecht en gaf nu aan Shane toe dat ze zijn dochter was. Shane nam Eve in huis en adopteerde haar. Kimberly was opnieuw zwanger, maar de stress die Eve met zich meebracht was niet goed voor de baby. Eve werd door haar voormalige pooier Nick Corelli gedwongen om zich opnieuw te prostitueren. Eve vroeg Kimberly om hulp en toen zij zich ging moeien werd ze aangevallen waarbij ze haar baby verloor. Ook Eve werd aangevallen en aan een slag in haar gezicht met een mes hield ze een permanent litteken over.
Dan ontdekte Shane dat Eve’s moeder Gabriel Pascal was en niet Emma Donovan. Kimberly, die overstuur was ging tijdelijk weg om alles op een rijtje te zetten. Toen Shane gevoelens kreeg voor zijn ex Gabriel vroeg hij de scheiding aan. Kimberly kwam later dat jaar terug naar Salem en toen Eve werd aangevallen door de Riverfront Knifer ging Kimberly undercover als hoer om hem te ontmaskeren. Kimberly werd aangevallen en toen Shane hoorde wat zij gedaan had om zijn dochter Eve te helpen verzoenden ze zich weer. Toen haar zus Kayla zich herinnerde dat Harper Deveraux de Riverfront Knifer was, werden ze beiden door Harper gegijzeld. Ze werden door Steve Johnson gered en Harper werd gearresteerd.
Kim en Shane hernieuwden hun trouwgeloften in 1988 en gingen op huwelijksreis naar Engeland. Daar kwam Kim een man tegen van wie ze dacht dat hij Shane was, maar het bleek zijn tweelingbroer Andrew “Drew” Donovan III te zijn. Shane dacht dat Drew overleden was maar in feite was hij op geheime missie voor de ISA. Drew ging samen met Kim en Shane mee naar Salem. Shane was echter achterdochtig en uiteindelijk bleek dat Drew al jaren voor Stefano werkte.
In 1989 nam Shane en gevaarlijke opdracht aan voor de ISA en werd daarbij gevangengenomen door een oude college van de ISA, Colonel Jericho. In Salem kwam het bericht dat Shane overleden was. Hij kon echter ontsnappen en begon te vechten met Jericho. Nada teen bom afging die Jericho geplaatst had vielen ze beiden van een klif af in de Bergen en waarbij Jericho het leven liet. Shane leed aan geheugenverlies, door de val en kwam Rebecca Downey tegen. Rebecca was op de vlucht voor haar man en kampeerde in de Bergen. Rebecca’s man Arthur vond hen echter en na een fikse ruzie dat Rebecca dat ze Arthur vermoord had. Shane en Rebecca sloegen op de vlucht en als ze mensen tegen kwamen zeiden ze dat ze man en vrouw waren. Toen ze in een chalet waren ontdekte Rebecca de ISA-badge van Shane, maar ze hield dit voor hem verborgen omdat ze verliefd geworden was op Shane. Uiteindelijk ontdekte Shane wie hij was, maar kreeg nog steeds zijn geheugen niet terug. Samen met Rebecca keerde hij nu terug naar Salem waar hij zag dat Kimberly nu een relatie had met Cal Winters. Shane ging snel weer weg met Rebecca en ze gingen naar Chicago om Rebecca’s naam te zuiveren. Arthur was echter nog steeds in leven en toen ze dit ontdekten keerden ze terug naar Salem.
Cal wilde Shane vermoorden en toen Rebecca hem wilde stoppen schoot hij haar dood. Shane ging naar Kimberly, maar werd door haar neergeschoten omdat Kimberly dacht dat hij een inbreker was. Cal had enkele nepinbraken geënsceneerd zodat Kimberly zich onveilig zou voelen en Cal gaf haar een revolver om zich te beschermen. Dit was allemaal een plan om Shane te vermoorden.. Shane overleefde en vergaf Kimberly, maar dan stond een nieuw obstakel hun in de weg. Kimberly was zwanger en dacht dat Cal de vader was. Cal had een dokter gechanteerd om de vaderschapstest te vervalsen. Kimberly wilden in het geheim een abortus laten uitvoeren, maar toen Shane dit ontdekte stopte hij haar. Kimberly hield het kind maar verliet Salem tijdelijk en beviel enkele maanden later van een dochter Jeannie. Toen Kimberly naar Salem terugkeerden ontsnapte Cal Winters uit de gevangenis en ontvoerde Kimberly en haar zus Kayla. Shane kon hen beiden redden en Cal belandde weer in de gevangenis.
Kimberly vermoedde dat Jeannie niet van Cal was en verzon een verhaal, ze vertelde aan Cal dat Jeannie gewond was en een bloedtransfusie nodig had van een nauw familielid. Zij had een andere bloedgroep dan Jeannie en daarom moest Cal bloed afstaan. Cal gaf nu toe dat hij niet de vader was van Jeannie. Shane bouwde een band op met Jeannie maar dit volstond niet om hem terug samen te krijgen met Kimberly. Uiteindelijk verliet Kimberly Salem en Shane stortte zich op zijn werk. Nadat Steve Johnson vermoord werd vroeg Shane aan Kayla samen met haar baby Stephanie bij hem in te komen wonen. Ze groeiden naar elkaar toe in hun zoektocht naar de moordenaar van Steve. Ze dachten dat Lawrence Alamain verantwoordelijk was. Shane’s oude ISA-partner Peachie kwam naar Salem in 1991 en vroeg Shane om hulp. Peachie had een virus opgelopen dat langzaam ISA-agenten vermoordde, het virus werd uitgevonden door Lawrence. Alles werd gecompliceerd toen Kimberly terugkeerde en een team vormde met Shane om Lawrence te onderzoeken. Nadat er een bom ontplofte op een feestje in een museum was Shane verlamd en hij weigerde een operatie waardoor hij weer zou kunnen lopen. Hij bouwde een muur om zich heen waar enkel Kayla door kon breken. Kayla hielp Shane met zijn herstel en ze werden verliefd. Shane kon uiteindelijk terug lopen, maar de spanningen tussen Kimberly en Kayla zorgden voor een zware druk op hun relatie. Kayla besloot uiteindelijk om naar Los Angeles te verhuizen en ook Shane besloot Salem achter zich te laten en ging naar Engeland.
In 2002 keerde hij kort terug toen Hope ontvoerd werd door Larry Welch. In 2010 keerde hij terug naar Salem voor de begrafenis van Alice Horton. Hij verzoende zich met Kimberly en keerde met haar terug naar Los Angeles.